# مقاطعة تشنغ
مقاطعة تشنغ (بالإنجليزية: Cheng County)‏ هي county of the People's Republic of China تقع في الصين في لوغنان. يقدر عدد سكانها بـ 250,000 نسمة ومساحتها 1,701 كم2 .